# Imagination (Brian Wilson)
| Recensione                    | Giudizio |
| ----------------------------- | -------- |
| AllMusic                      | [ 2 ]    |
| Chicago Sun-Times             | [ 3 ]    |
| Christgau's Consumer Guide    | C        |
| Entertainment Weekly          | B        |
| MusicHound Rock               | [ 6 ]    |
| NME                           | 6/10     |
| Rolling Stone                 | [ 8 ]    |
| The Rolling Stone Album Guide | [ 9 ]    |
| Spin                          | 3/10     |

Imagination è il quarto album in studio del cantautore statunitense Brian Wilson, pubblicato nel 1998.

## Tracce
1. Your Imagination – 3:38
2. She Says That She Needs Me – 3:59
3. South American – 3:44
4. Where Has Love Been? – 2:17
5. Keep an Eye on Summer – 2:48
6. Dream Angel – 3:21
7. Cry – 4:56
8. Lay Down Burden – 3:44
9. Let Him Run Wild – 2:29
10. Sunshine – 3:20
11. Happy Days – 4:44

## Formazione
- Brian Wilson – batteria, tastiere, organo, piano, voce solista, cori

Musicisti aggiuntivi
- Eddie Bayers – batteria
- Scott Bennett – chitarra, chitarra elettrica
- Jackie Bertone – percussioni
- Jimmy Buffett – cori
- Richie Cannata – sax
- Tom Chaffee – chitarra
- Christopher Cross – cori
- Larry Franklin – violino
- Bruce Johnston – cori
- John Larson – tromba
- Greg Leisz – chitarra
- Bob Lizik – basso
- Paul Mertens – clarinetto, violino, flauto, percussioni e sax
- Jim Peterik – chitarra
- Michael Rhodes – basso
- Brent Rowan – chitarra, mandolino e sitar
- Timothy B. Schmit – cori
- Todd Sucherman – batteria
- Joe Thomas – fisarmonica, tastiere, organo, percussioni, piano, timpani e vibrafono
- Jay Trtan – basso